# Marie-Anne d'Autriche (1738-1789)
Pour les articles homonymes, voir Marie-Anne d'Autriche.
Titre
Princesse héritière d'Autriche, de Hongrie, de Bohême, de Bourgogne, de Milan, de Brabant, de Limbourg et de Luxembourg
20 octobre 1740 – 13 mars 1741
(4 mois et 21 jours)
Marie-Anne Josèphe Antoinette d'Autriche (Palais de la Hofburg à Vienne, le 6 octobre 1738 - Klagenfurt, le 19 octobre 1789), seconde fille de l'empereur François Ier de Lorraine et de l'impératrice-reine Marie-Thérèse, est archiduchesse d'Autriche à sa naissance. Dans son enfance, en tant qu'aînée des enfants survivants du couple impérial, elle est un temps héritière de la couronne, mais elle souffre de maladies et de handicaps et ne peut être mariée. En 1766, elle devient abbesse du Frauenstift de Prague ; très rapidement, elle part au couvent de Klagenfurt où elle demeurera tout le reste de sa vie. Son palais à Klagenfurt, le Mariannengasse, est aujourd'hui le Palais épiscopal.

## Biographie

### Jeunesse

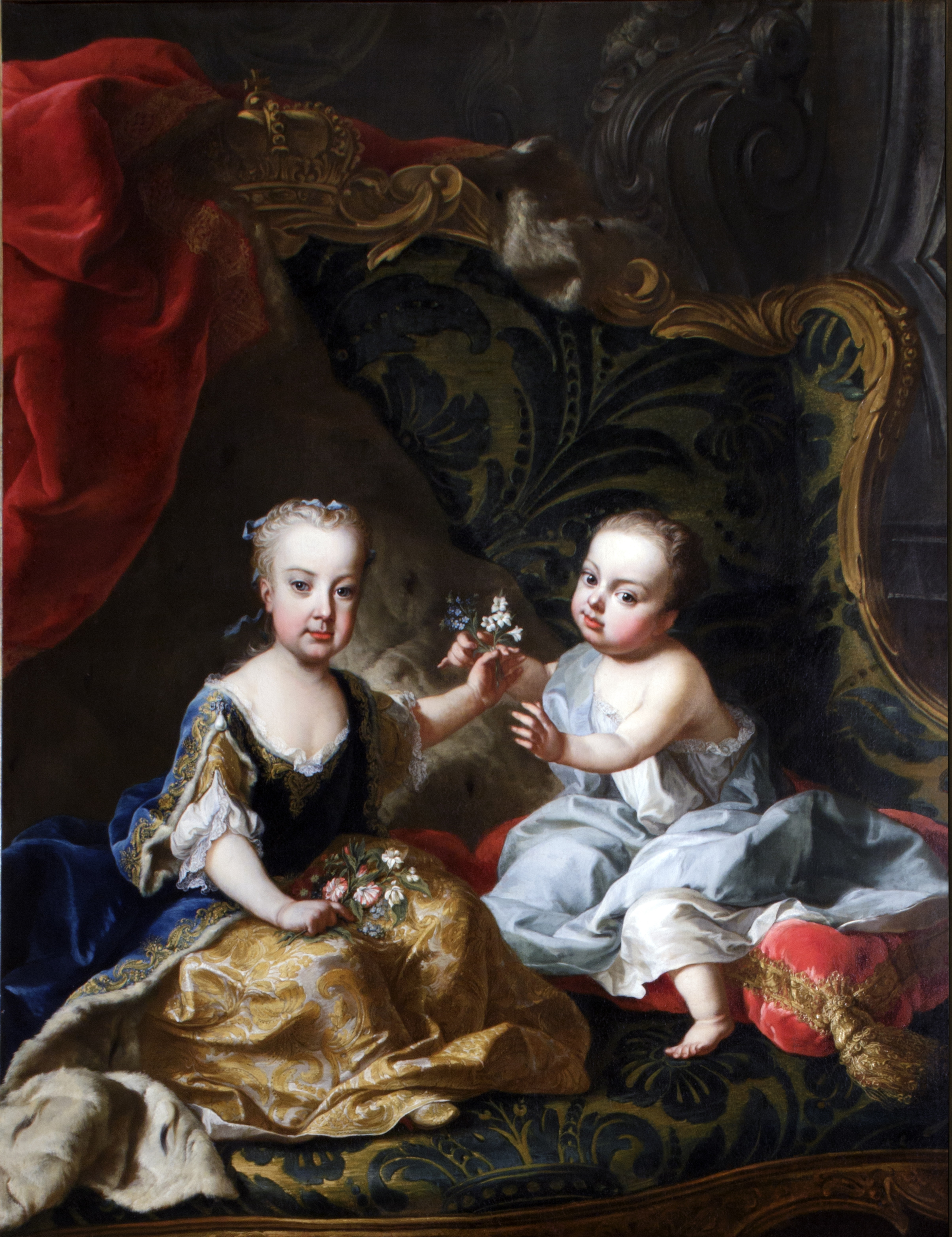
Marie-Anne et son jeune frère, Joseph II, par Martin van Meytens (1742).

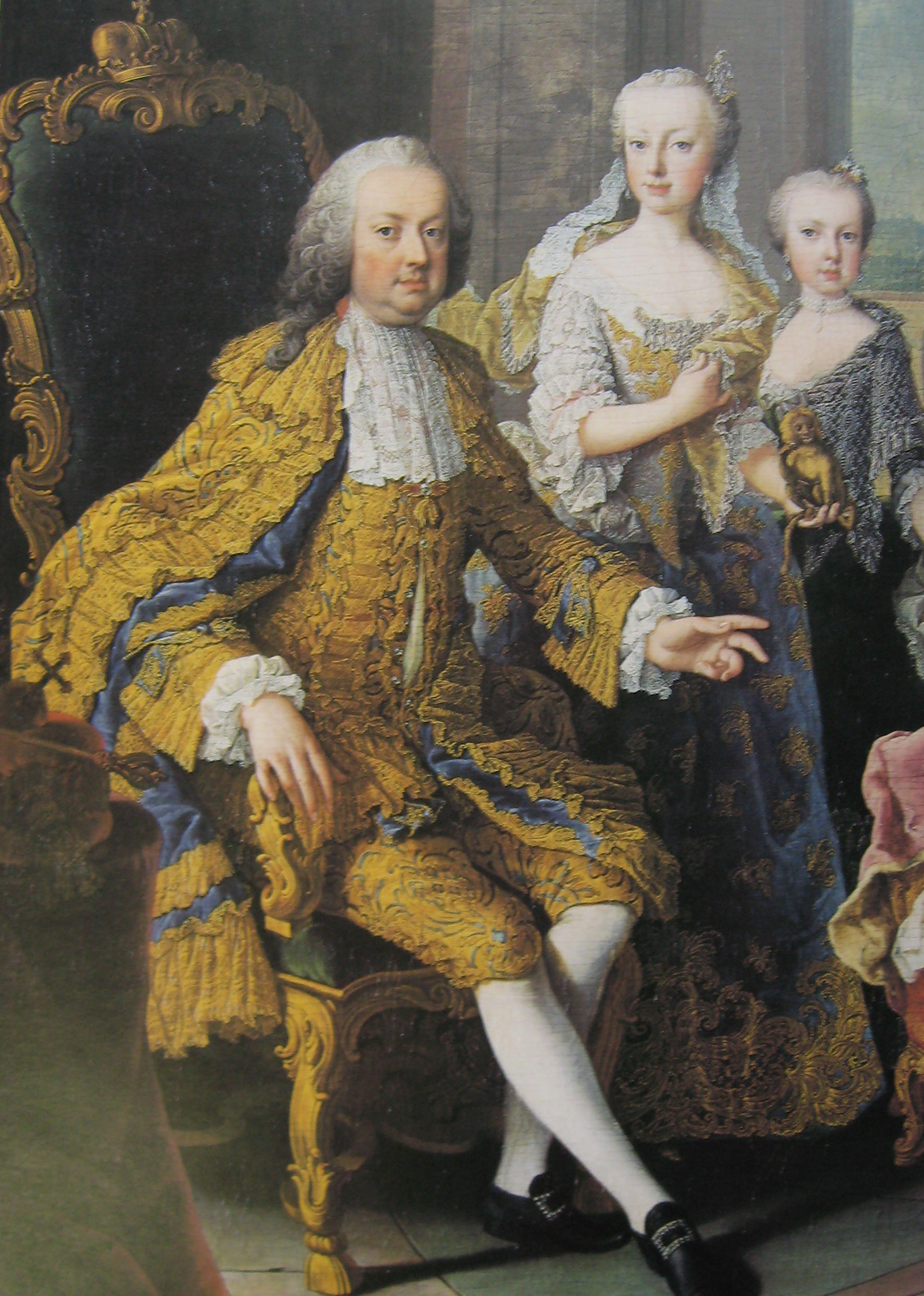
Marie-Anne et sa sœur Marie-Christine (à droite) aux côtés de leur père François Ier, par Martin van Meytens.

L'archiduchesse Marie-Anne (également appelée Marianne) naît le 6 octobre 1738 au palais de la Hofburg à Vienne, le siège de la puissante monarchie Habsbourg. Petite-fille de l'empereur Charles VI du Saint-Empire, elle est le second enfant de l'archiduchesse héritière Marie-Thérèse et du grand-duc de Toscane François-Etienne de Lorraine. Seconde fille du couple qui attend désespérément un héritier mâle, elle n'est pas bien accueillie. Sa sœur aînée Marie-Élisabeth meurt en 1740 et elle devient l'héritière des terres héréditaires des Habsbourg d'Autriche jusqu'en 1741, date à laquelle son frère Joseph, le futur Joseph II du Saint-Empire, naît. Elle sera l'aînée d'une fratrie nombreuse puisque sa mère met un enfant au monde presque chaque année jusqu'en 1756.
Les premières années de l'archiduchesse sont marquées par la guerre. Son grand-père meurt en octobre 1740. La plupart des princes européens se liguent pour démembrer les possessions de la jeune souveraine Marie-Thérèse et empêcher son mari d'être élu empereur. Cependant, le grand-duc François est élu empereur en 1745. La guerre se termine par le Traité d'Aix-la-Chapelle : Marie-Thérèse conserve son trône et ne cède que quelques parties de ses états à ses voisins (notamment la riche Silésie à la Prusse). Son courage et sa constance lui ont valu l'estime de toute l'Europe qui désormais la nomme « l'impératrice » sans besoin de mentionner son prénom. L'histoire lui accordera le prédicat de « Grande ». 
Marie-Thérèse fait donner à sa fille l'éducation habituelle des cours princières de l'époque, et encourage ses talents musicaux, mais pas ses autres talents. Marie-Anne est l'enfant la moins aimée et respectée de Marie-Thérèse, son frère Joseph et ses sœurs cadettes Marie-Élisabeth (« Liesl ») et Marie-Christine (« Mimi ») reçoivent toute l'attention et l'affection de leur mère : Joseph parce qu'il est l'héritier mâle, Marie-Élisabeth parce qu'elle est considérée comme la plus belle, et Marie-Christine parce qu'elle est la préférée de sa mère.
Marie-Anne est intelligente, s'adonne à la peinture et s'intéresse aux disciplines scientifiques. Mais elle souffre de maladies aggravées par le froid qui règne à la Hofburg. En 1757, elle manque de mourir d'une pneumonie et reçoit même l'extrême-onction. Elle survit, mais ses capacités respiratoires en restent définitivement affaiblies, et ses vertèbres fusionnent ce qui la rend bossue. Après cela, elle devient proche de son père, dont on dit même qu'elle est l'enfant préféré. Elle partage son intérêt pour les sciences, et mène des expériences de physique et de chimie. Malgré son handicap, Marie-Anne continue de jouer un rôle important dans les événements, notamment en participant au baptême de sa plus jeune sœur Marie-Antoinette.

### Klagenfurt
En juillet 1765, la famille impériale se déplace à Innsbruck pour le mariage de leur second fils, Léopold. Ils font halte à Klagenfurt, dont Marie-Anne visite le petit monastère appartenant à l'Ordre de Sainte-Élisabeth, établi là en 1710. La rencontre avec les sœurs marque un tournant dans la vie de Marie-Anne. Thea Leitner explique dans sa biographie de l'archiduchesse que Marie-Anne s'est intéressée à la vie monastique car les sœurs n'accordent pas d'importance à l'apparence, tandis que l'archiduchesse a toujours vécu dans la crainte du ridicule dû à sa bosse.

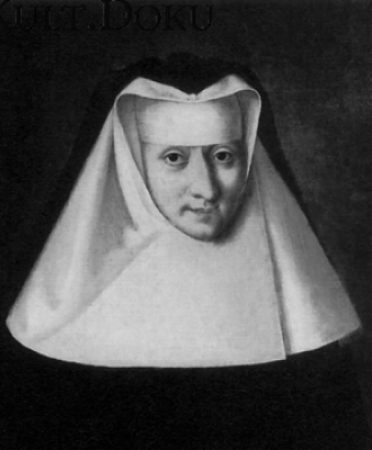
Xaveria Gasser, abbesse de Klagenfurt.

La mort de François Ier porte un coup dévastateur à Marie-Anne. Parce qu'à cause de son handicap, sa mère ne peut lui trouver un mari royal comme pour ses sœurs, Marie-Anne est nommée en 1766 abbesse du chapitre impérial des Dames Nobles (Frauenstift) de Prague avec la promesse d'une rente de 80 000 florins par an. Mais malgré l'opposition de sa mère, elle décide d'abandonner sa position à Prague et de devenir abbesse de Klagenfurt, avec une rente plus faible. Un palais est construit par Nicolò Pacassi près du couvent pour lui servir de résidence ; la construction s'achève en 1771.
Elle écrit à l'abbesse du couvent :
« Gott hat mir die Gnade gegeben, die Welt und ihre Eitelkeit zu erkennen, und dadurch mir die Stärke erteilt, mein Leben nicht als Klosterfrau, doch in der Einsamkeit und im Dienste der Nächsten zu schließen. Ich habe dazu Klagenfurt ausgewählt, und zwar Sie und ihre frommen Schwestern, hoffend, dass mein unvollkommener Wert durch Ihre guten Beispiele angeeifert, meine Seligkeit mir gewiss versichert wird. »
(« Dieu m'a donné la grâce de connaître le monde et sa vanité, et m'a donc donné la force d'enfermer ma vie non pas en tant que nonne, mais dans la solitude et le service de mes voisins. J'ai donc choisi Klagenfurt, et particulièrement vous et vos pieuses sœurs, espérant que, ma valeur imparfaite une fois polie par vos bons exemples, mon salut me soit certainement assuré. »)

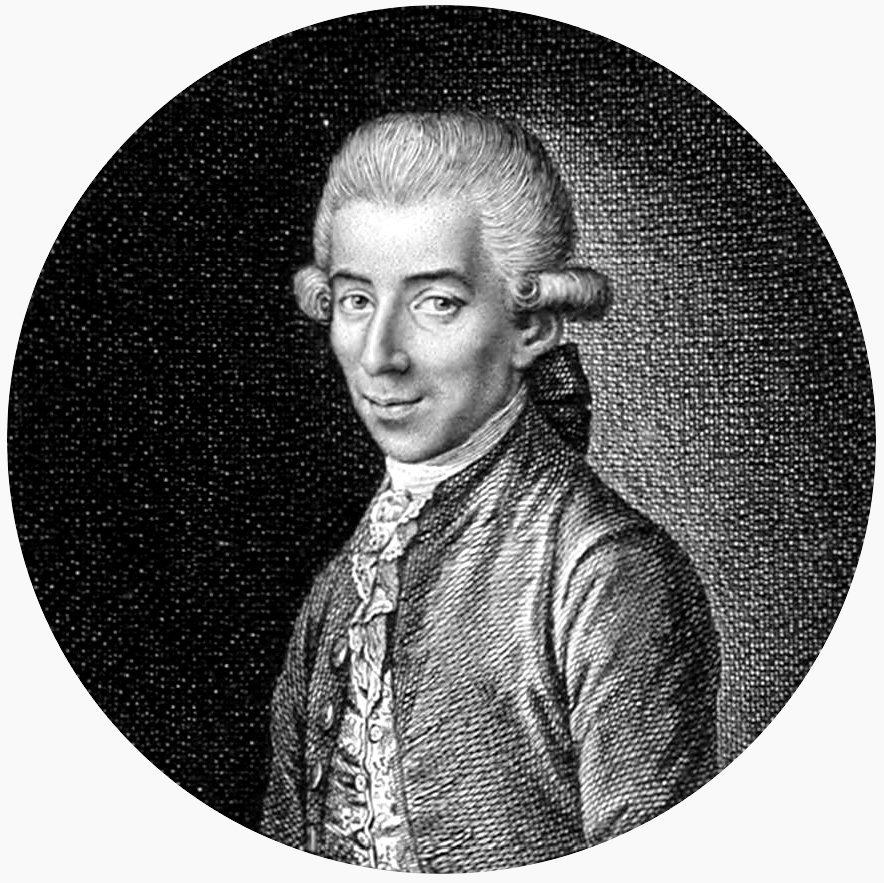
Ignaz von Born, gravure de Jacob Adam.

Avant de partir pour Klagenfurt, Marie-Anne complète la collection numismatique de son père – qui fera partie par la suite de la collection du Muséum d'histoire naturelle de Vienne – avec l'aide de son mentor Ignaz von Born, et établit aussi sa propre collection d'insectes et de minéraux. Elle finance des projets sociaux, des fouilles archéologiques, des scientifiques et des artistes.
Marie-Anne écrit également un livre sur la politique de sa mère. Ses aquarelles et ses dessins sont reconnus par les artistes professionnels : elle est faite membre honoraire de l'Académie des beaux-arts de Vienne en 1767, et est élue membre de l'Académie des beaux-arts de Florence en 1769. Malgré ses divers talents et son intelligence, Marie-Anne n'est pas appréciée par la haute société car ses intérêts pour les sciences sont considérés comme inappropriés pour une femme, mais le monde scientifique et artistique l'apprécie.

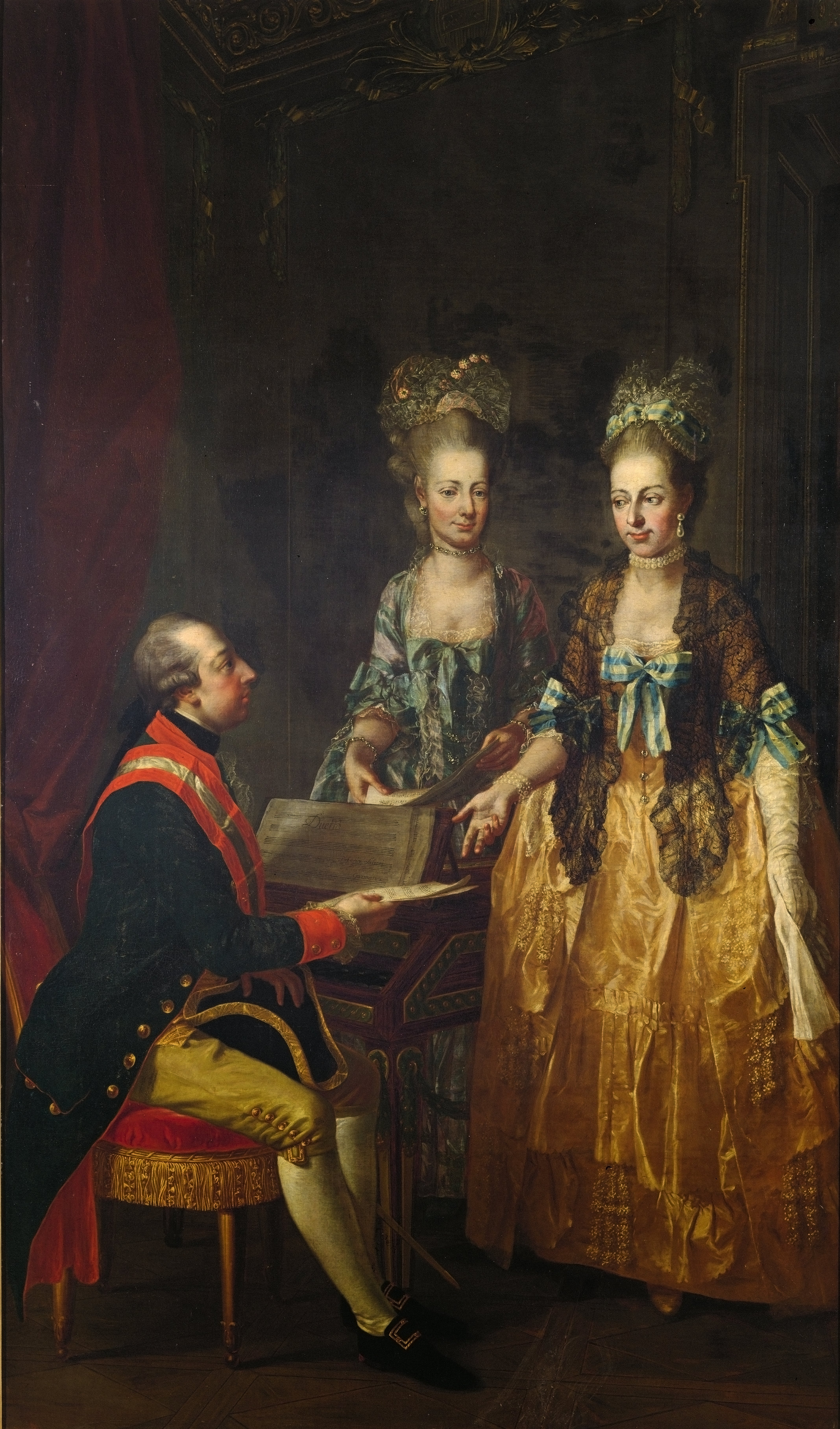
Joseph II avec ses sœurs Marie-Anne et Marie-Élisabeth.

L'impératrice Marie-Thérèse décède le 29 novembre 1780. Quatre mois plus tard, Joseph II, devenu empereur du Saint-Empire, renvoie Marie-Anne et sa sœur Marie-Élisabeth, devenue abbesse d'Innsbruck, dans leurs couvents. Marie-Anne s'installe définitivement à Klagenfurt et se lie rapidement d'amitié avec l'abbesse Xaveria Gasser. Grâce au financement généreux de l'archiduchesse, l'hôpital du couvent est agrandi et Marie-Anne envoie son médecin personnel s'occuper des patients. Elle s'occupe également de l'assistance aux malades dans la ville de Klagenfurt.
Elle compte parmi ses amis des religieuses, des artistes, des scientifiques et des nobles, dont l'industriel du fer Maximilian Thaddäus von Egger. Certains de ses amis appartiennent à la franc-maçonnerie. En 1783, la Loge maçonnique de Klagenfurt est fondée et dédiée à « la charitable Marianne » (Zur wohltätigen Marianna) comme elle se fait appeler. À Klagenfurt, Marie-Anne peut aussi se consacrer à son intérêt pour les sciences. Elle se découvre une passion pour l'archéologie : elle fait don de 30 000 florins à des fouilles à Zollfeld, auxquelles elle prend part elle-même.
Devenue proche de sa sœur Marie-Élisabeth, elles vivent ensemble dans leurs couvents jusqu'à leur mort. Quand Marie-Antoinette fait le voyage vers Versailles en 1770 pour épouser le futur Louis XVI, elle fait halte une nuit à Klagenfurt.

### Décès
À partir de l'hiver 1788, la santé de Marie-Anne se dégrade. Ses difficultés respiratoires empirent, et elle ne peut plus se déplacer qu'en fauteuil roulant. Alors que les premiers soubresauts de la Révolution française révèlent le courage de sa sœur cadette Marie-Antoinette, l'archiduchesse meurt à l'âge de 51 ans le 19 novembre 1789 en présence de ses plus proches amis. Selon les témoins, ses derniers mots sont :
« Es ist wohl ein gutes Land, ich hab es immer lieb gehabt. Es sind gute Menschen, mit denen ich vergnügt lebte und die ich hart verlasse. »
(« C'est un bon pays, je l'ai toujours aimé. Ce sont de bonnes gens, avec qui j'ai vécu heureuse, et que je quitte avec regret. »)
Marie-Anne laisse tout son héritage, de plus de 150 000 guilders, au monastère de Klagenfurt. Son frère Joseph II y prélève la taxe sur les droits de succession. Son palais, le Mariannengasse, est maintenant la résidence de l'évêque.

## Titres et styles
- 6 octobre 1738 - 19 octobre 1789 : Son Altesse Impériale et Royale l'archiduchesse Marie-Anne Josèphe Antoinette d'Autriche